# Bad Steben
Bad Steben ist ein Markt im oberfränkischen Landkreis Hof und das nördlichste Staatsbad in Bayern. Vor der Verleihung des Titels Königlich Bayerisches Staatsbad wurde der Ort Steben genannt und war das Zentrum des Bergbaus im Frankenwald. Bad Steben gehört zum Hofer Land.

## Geografie
Der Markt liegt im Naturpark Frankenwald, etwa 20 km westlich von Hof (Saale). Die Gemeinde hat ein föhnfreies Mittelgebirgsklima.

## Gemeindegliederung
Es gibt 21 Gemeindeteile (in Klammern sind der Siedlungstyp und Einwohnerzahlen Stand 31. Dezember 2013 angegeben):
- Bad Steben (Hauptort, 1890)
- Bobengrün (Kirchdorf, 492)
- Carlsgrün  (Dorf, 246)
- Christusgrün (Dorf, 32)
- Dürrnberg (Weiler, 12)
- Erlaburg (Einöde, 7)
- Fichten (Weiler, 14)
- Gerlas (Dorf, 70)
- Horwagen (Dorf)
- Krötenmühle (Einöde, 4)
- Lochau (Dorf, 41)
- Mordlau (Einöde, 4)
- Obersteben (Dorf, 323)
- Oberzeitelwaidt (2)
- Schafhof (Weiler, 14)
- Schleeknock (Einöde, 17)
- Schöne Aussicht (Einöde, 5)
- Thierbach (Dorf, 188)
- Thierbacherhammer (Einöde, 3)
- Thierbachermühle (Einöde, 5)
- Zeitelwaidt (untere) (Weiler, 9)

Die Einöde Sachsenruhe zählt zum Gemeindeteil Bad Steben, die Einöden Gerlaser Forsthaus und Ziegelhütte zum Gemeindeteil Bobengrün und die Einöde Hölzle zum Gemeindeteil Thierbach.
Es gibt auf dem Gemeindegebiet die Gemarkungen Bad Steben, Bobengrün, Carlsgrün, Gerlaser Forst, Obersteben und Thierbach. Die Gemarkung Bad Steben hat eine Fläche von 5,165 km². Sie ist in 1855 Flurstücke aufgeteilt, die eine durchschnittliche Fläche von 2785,51 m² haben. In ihr liegen neben dem namensgebenden Ort die Gemeindeteile Mordlau und Oberzeitelwaidt.

## Ortsname

Hauptstraße um 1900: hinten Humboldthaus mit Gartenhaus

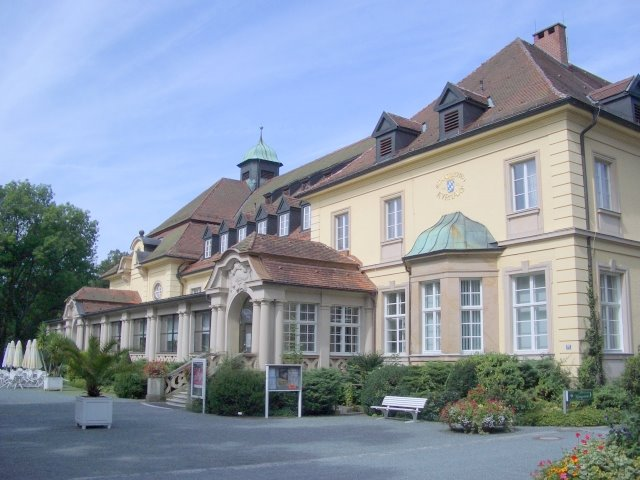
Kurhaus Bad Steben von 1911

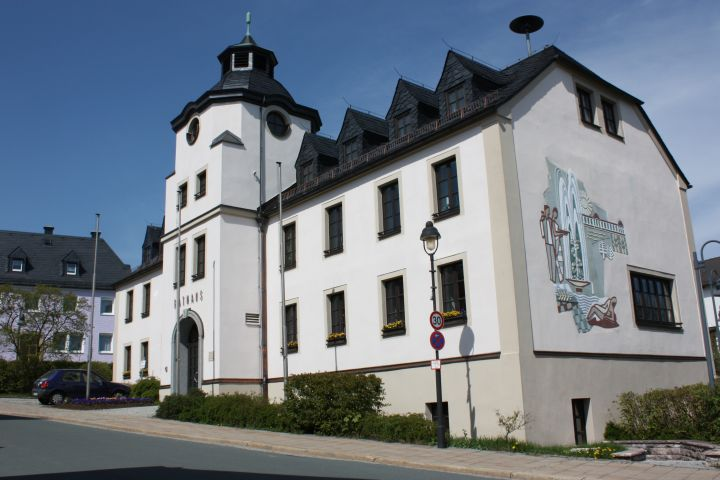
Rathaus

Der Ort wurde am 25. Dezember 1374 als „zu den Steben“ erstmals urkundlich erwähnt. Dem Ortsnamen liegt wahrscheinlich die Pluralform von mhd. stab für ‚Stock‘ oder slawisch stobъ ‚Pfosten, Pfahl‘ vor. Zur Unterscheidung von Obersteben wurde der Ort in der Folgezeit „Untersteben“ genannt. Ab 1898 lautete der amtliche Name des Ortes „Steben“ und ab 1925 „Bad Steben“.

## Geschichte
Untersteben gehörte lange zum hohenzollerischen Markgraftum Bayreuth, ab 1500 auch zum Fränkischen Reichskreis.
Zur Realgemeinde Untersteben gehörten Dörflas, Mordlau und Oberzeitelwaidt. Gegen Ende des 18. Jahrhunderts bestand Untersteben aus 72 Anwesen. Die Hochgerichtsbarkeit sowie die Dorf- und Gemeindeherrschaft stand dem bayreuthischen Vogteiamt Schauenstein zu. Grundherren waren die Gemeinde (Schule, Schulmeisterwohnung), die Kirchengemeinde (Kirche, Pfarrwohnung) und das Kastenamt Lichtenberg (1 Mühle, 1 Hof, 17 Halbhöfe, 4 Viertelhöfe, 14 Gütlein, 2 Häuser, 18 Tropfhäuser, 12 halbe Tropfhäuser) Die Wehrzollstätte war herrschaftlicher Besitz.
Von 1797 bis 1810 unterstand Untersteben dem preußischen Justiz- und Kammeramt Naila. Nachdem im Jahr 1810 das Königreich Bayern das Fürstentum Bayreuth käuflich erworben hatte, wurde der Ort bayerisch. Infolge des Ersten Gemeindeedikts wurde 1812 der Steuerdistrikt Untersteben gebildet. Zu diesem gehörten Carlsgrün, Fichten, Krötenmühle, Lochau, Mordlau, Obersteben, Oberzeitelwaidt, Schleeknock und Untere Zeitelwaidt. Mit dem Zweiten Gemeindeedikt entstand die Ruralgemeinde Untersteben, zu der Mordlau und Oberzeitelwaidt gehörten. Sie war in Verwaltung und Gerichtsbarkeit dem Landgericht Naila zugeordnet und in der Finanzverwaltung dem Rentamt Lichtenberg (1919 in Finanzamt Lichtenberg umbenannt, seit 1955 Finanzamt Naila). Ab 1862 gehörte Untersteben zum Bezirksamt Naila (1939 in Landkreis Naila umbenannt). Die Gerichtsbarkeit blieb beim Landgericht Naila (1879 in Amtsgericht Naila umgewandelt). Die Gemeinde Bad Steben hatte 1964 eine Fläche von 5,160 km².
Gegen Ende des Zweiten Weltkrieges wurde die Gemeinde am 14. April 1945 durch amerikanische Truppen kampflos besetzt. Am 22. April 1952 wurde Bad Steben zum Markt erhoben.
1983 wurde das staatliche Kurhotel für einen Neubau abgebrochen, das Parkschlößchen wurde saniert. Im Jahr 2007 feierte Bad Steben das 175-jährige Jubiläum als Staatsbad mit diversen Veranstaltungen im Biedermeierstil.

### Heilquellen und Bergbau
1444 gab es erste Berichte über die Quellen. 1553 badete Heinrich Reuß von Plauen anlässlich der Belagerung von Lichtenberg im Zweiten Markgräflerkrieg darin. 1690 erschien ein erster wissenschaftlicher Bericht vom Hof- und Stadtmedikus Gottfried von Stein. Bis zur Übernahme der Quellen durch das Königreich Bayern war Steben ein Bergbauort. Der Bergbau im Stebener Gebiet geht bis in das 8. Jahrhundert zurück.
Als das Königreich Preußen 1792 die hohenzollerischen Gebiete in Franken und damit auch das Markgraftum Bayreuth übernahm, forderte der in Bayreuth residierende Staatsminister Karl August von Hardenberg den frischgebackenen Bergassessor Alexander von Humboldt zur Bestandsaufnahme der Gruben und Hütten in den neuen Provinzen an.
Humboldt bezog im Juni 1792 in Steben das heutige Humboldt-Haus. In einem ca. zehn Wochen (Juni bis August 1792) dauernden Kraftakt erstellte der junge Mann einen 150 Seiten langen, umfassenden Bericht der Situation, der in Berlin helle Begeisterung auslöste. Die humboldtschen Ökonomisierungsvorschläge und die detaillierten Meldungen über die reichen Bodenschätze in der Region (u. a. Silber, Kupfer, Zinn, Blei, Eisen und Edelsteine), vor allem aber seine Berichte über die von ihm neuentdeckten Goldflöze kamen der Behörde sehr entgegen.
1793, nach der Verlegung des Bergamtes von Naila nach Steben, errichtete Humboldt in Steben in Eigeninitiative eine königlich-preußische freie Bergschule, um den Bergleuten elementare Berufskenntnisse beizubringen. Der Unterricht umfasste auch Rechnen, Schreiben und Lesen. Von Heinitz hatte ein offenes Ohr für diese Gründung, hatte er doch auch 1777 in Freiberg eine Zeichen- und Rechenschule eröffnet. Als Humboldt die Auslagen für seine Unternehmung zurückerstattet bekommen sollte, schlug er vor, mit dem Betrag eine Krankenkasse und eine Witwenversorgung einzurichten, ein für die damalige Zeit beispielloser Akt sozialer Gesinnung, aber auch Zeugnis der fürsorglichen Haltung des jungen Liberalen. Auch die Kostenfreiheit für den Besuch der Bergschule war dafür ein Hinweis.
Mit Tatkraft und Einfallsreichtum brachte es der neue Chef im Revier dazu, dass sich in Jahresfrist die Erträge aus den Bergwerken vervielfachten. Man lobte das Genie des jungen Mannes, dem man die kühnste Karriere voraussagte. Humboldt schied jedoch auf eigenen Wunsch 1795 aus dem Staatsdienst aus, um sich ganz der Naturforschung und der Wissenschaft zu widmen.
Am 8. Juni 1832 wurde Steben der Titel Königlich Bayerisches Staatsbad verliehen. In der Zeit von 1837 bis 1911 wurden die wesentlichen, zum Teil heute noch vorhandenen Gebäude in den Kuranlagen errichtet. Den Abschluss bildete das alte Kurhaus im Jahre 1911. Insbesondere während der Regentschaft Prinzregent Luitpolds von 1886 bis 1912 hatte Steben einen großen Aufschwung. Im Juli 1913 weilte der spätere Schriftsteller und Dichter Bertolt Brecht mit seiner Mutter zur Kur in Bad Steben, wo der junge Brecht Bäder nahm und Stahlwasser trank, wovon man sich eine Besserung seines Herzleidens erhofft hatte.

### Eingemeindungen
Von 1971 bis 1978 kam es im Zuge der Gebietsreform in Bayern zur Eingemeindung der Gemeinden Obersteben (1. Januar 1971), Carlsgrün (1. April 1971), Thierbach (1. Januar 1972) und Bobengrün (1. Januar 1978). Zum 1. Januar 2025 wurde das gemeindefreie Gebiet Gerlaser Forst aufgelöst und in das Gemeindegebiet des Marktes eingegliedert.

### Einwohnerentwicklung
Im Zeitraum 1988 bis 2018 sank die Einwohnerzahl von 3615 auf 3405 um 210 bzw. um 5,8 %. Am 31. Dezember 1990 hatte Bad Steben 3804 Einwohner.
Gemeinde Bad Steben
| Jahr      | 1819   | 1840   | 1852   | 1861   | 1867   | 1871   | 1875   | 1880   | 1885   | 1890   | 1895   | 1900   | 1905   | 1910   | 1919   | 1925   | 1933   | 1939   | 1946   | 1950   | 1961   | 1970   | 1987   | 2007   | 2010   | 2015   | 2022   |
| Einwohner | 603    | 844    | 858    | 904    | 811    | 800    | 796    | 827    | 788    | 874    | 860    | 935    | 1014   | 1106   | 1219   | 1488   | 1484   | 1325   | 2674   | 2505   | 2148   | 2116   | 3667   | 3546   | 3471   | 3435   | 3369   |
| Häuser    |        |        |        |        |        | 123    |        |        | 137    | 126    |        | 158    |        |        |        | 214    |        |        |        | 214    | 358    |        | 1046   |        |        | 1102   | 1125   |
| Quelle    | [ 12 ] | [ 10 ] | [ 10 ] | [ 20 ] | [ 21 ] | [ 22 ] | [ 23 ] | [ 24 ] | [ 25 ] | [ 26 ] | [ 10 ] | [ 27 ] | [ 10 ] | [ 28 ] | [ 10 ] | [ 29 ] | [ 10 ] | [ 10 ] | [ 10 ] | [ 30 ] | [ 13 ] | [ 31 ] | [ 32 ] | [ 33 ] | [ 33 ] | [ 33 ] | [ 34 ] |

Ort Bad Steben
| Jahr      | 1799   | 1819   | 1861   | 1871   | 1885   | 1900   | 1925   | 1950   | 1961   | 1970   | 1987   | 2013 |
| Einwohner | 436    | 576    | 890    | 770    | 772    | 911    | 1478   | 2490   | 2136   | 2101   | 1975   | 1890 |
| Häuser    | 75     |        |        |        | 134    | 155    | 211    | 211    | 355    |        | 530    |      |
| Quelle    | [ 35 ] | [ 12 ] | [ 20 ] | [ 22 ] | [ 25 ] | [ 27 ] | [ 29 ] | [ 30 ] | [ 13 ] | [ 31 ] | [ 32 ] |      |

## Politik
- CSU: 6
- FW: 5
- SPD: 3
- JL: 2

### Marktgemeinderat
Der Marktgemeinderat hat 16 Mitglieder. Weiteres Mitglied und Vorsitzender ist der Erste Bürgermeister. Bei der Kommunalwahl vom 15. März 2020 haben von den 2920 Stimmberechtigten 2096 von ihrem Wahlrecht Gebrauch gemacht, womit die Wahlbeteiligung bei 71,78 % lag.

### Bürgermeister
| August Wölfel                 | 1868–1875 |
| Johann Burger                 | 1876–1879 |
| Johann Heinrich Stöcker       | 1879–1881 |
| Heinrich Karl-Friedrich Ernst | 1882–1887 |
| Georg Heinrich Herpich        | 1888–1893 |
| Martin Rockelmann             | 1894–1929 |
| Philipp Horn                  | 1930–1933 |
| Heinrich Hagen                | 1934–1934 |
| Otto Gollwitzer               | 1934–1939 |
| Karl Gölkel                   | 1939–1943 |
| Erhard Martin Weinrich        | 1943–1945 |
| Kurt Steinitz                 | 1945      |
| Johann Findeiß                | 1945      |
| Johannes Schueller            | 1945      |
| Heinrich Völkel               | 1945–1969 |
| Gebhardt Steuer               | 1969–1969 |
| Erhardt Thumser               | 1969–1972 |
| Hans Brandl                   | 1972–1991 |
| Hellmut Nietner               | 1991–2001 |
| Bert Horn                     | 2001–     |

Bei der Kommunalwahl vom 15. März 2020 wurde Bert Horn (CSU) mit 56,37 % der Stimmen wiedergewählt.
Seine Vertreter sind in der Legislaturperiode 2020–2026 Zweiter Bürgermeister Wolfgang Gärtner (SPD) und Dritter Bürgermeister Maximilian Stöckl (CSU).

### Wappen und Flagge
Wappen
| | Blasonierung: „In Blau ein silberner Brunnentempel, in dem aus einem goldenen Becken eine silberne, von dem goldenen Großbuchstaben „R“ überhöhte Fontäne emporsteigt.“ |
| Wappenbegründung: Die Farbgebung des Wappens ist an die bayerischen Landesfarben weiß und blau angelehnt. Der Tempel mit Quelle erinnert an die Tempelquelle in Bad Steben. Das „R“ weist darauf hin, dass die Quelle radonhaltig ist, nicht auf den Rennsteig, der im 5 km entfernten Blankenstein (Rosenthal am Rennsteig) beginnt. Wappenführung seit 19. Jahrhundert. | |

Flagge
Die Gemeindeflagge ist gelb-blau.

### Gemeindepartnerschaften
- Berlin-Reinickendorf

## Kultur und Sehenswürdigkeiten

### Bauwerke
- Rathaus Bad Steben

Humboldthaus (2020)

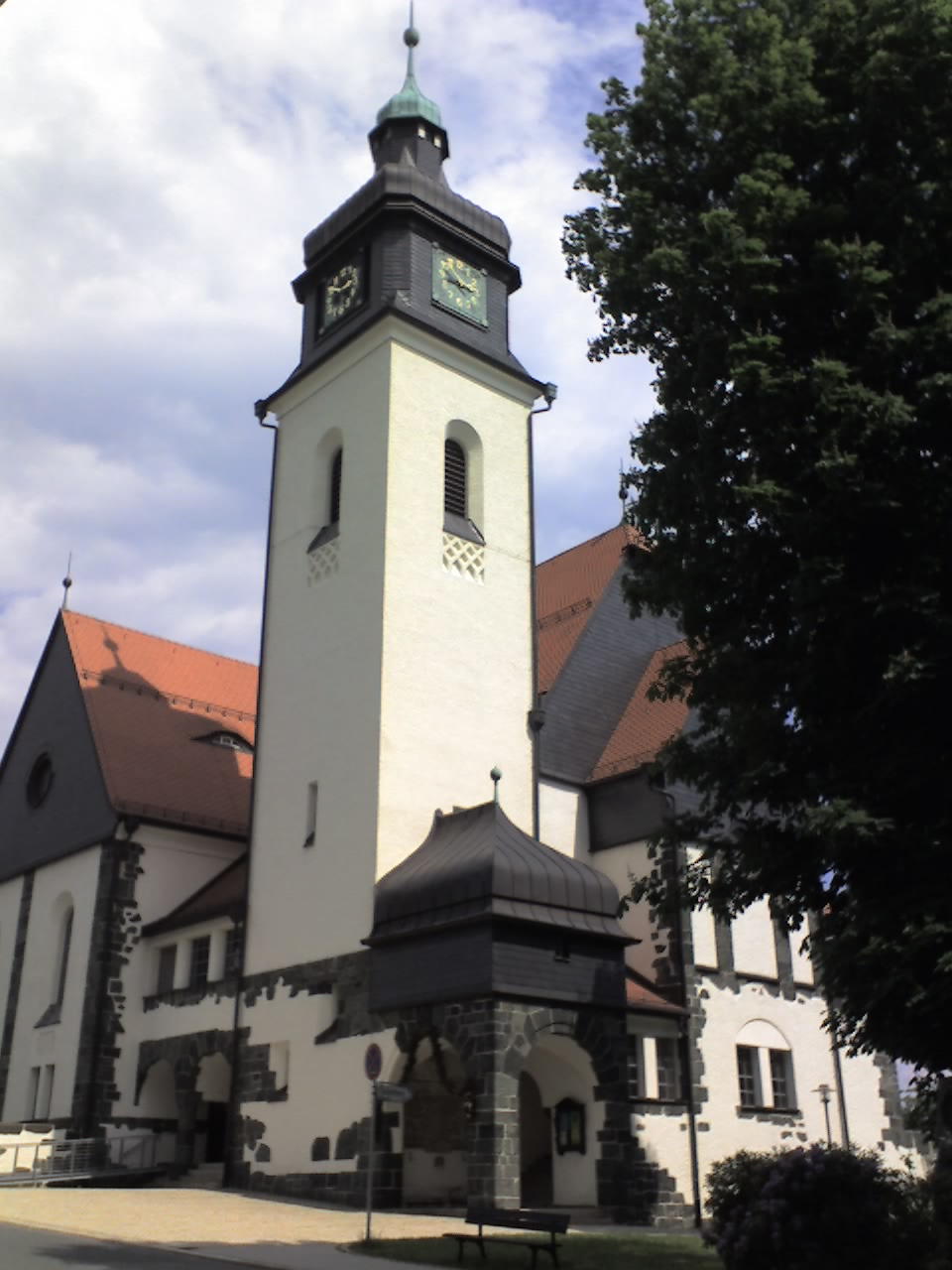
Lutherkirche

- Alte Wehrkirche St. Walburga mit Seccomalereien aus der Zeit um 1500; der Ursprung der Kirche geht auf das Jahr 1009 zurück, sie war die Mutterkirche vieler Kirchen und Kapellen im Frankenwald
- Lutherkirche von 1910 (Jugendstil, Stahlbetonbau mit Sichtbeton)
- Katholische Kirche Maria Königin des Friedens, am Eingang des Kurparks[43]
- Alexander-von-Humboldt-Haus (Privatbesitz)
- Altes Bergamt (Neubau, Privatbesitz)
- Kurpark mit Säulenwandelhalle (Kolonnaden) und Kurhaus, in dem sich das Grafikmuseum Stiftung Schreiner befindet
- Klenzebau im Kurpark, 1837 als Badehaus nach Entwürfen von Leo von Klenze erbaut[44]
- Therme Bad Steben im Kurpark, im Jahre 2004 eröffnet, im Jahr 2007 mit einer Saunaanlage erweitert. 2017 Erneute Erweiterung des Saunabereiches und Ergänzung mit einer Freibadanlage sowie einem Wohnmobilstellplatz.
- Spielbank Bad Steben
- Altes Rathaus der ehemaligen Gemeinde Bobengrün
- Aufgelassener Marmorbruch Horwagen im Gemeindeteil Bobengrün, heute eines der 100 schönsten Geotope Bayerns

### Gedenkbäume
- Reichsgründungs-Eiche: Stieleiche vor der Lutherkirche in der Luitpoldstraße; gepflanzt 1871 aus Anlass der Gründung des Deutschen Reíchs
- Einheits-Eiche: Stieleiche vor der Lutherkirche in der Luitpoldstraße; gepflanzt am 3. Oktober 1990 aus Anlass der deutschen Wiedervereinigung

### Heilwasserquellen
In Bad Steben gibt es drei Heilwasserquellen für Trink- und Badekuren:
- Tempel-Quelle (radonhaltiges Wasser), siehe auch Wappen von Bad Steben
- Wiesen-Quelle (Calcium-Hydrogencarbonat Säuerling)
- Max-Marien-Quelle (Calcium-Magnesium-Hydrogencarbonat Säuerling) Quellort: Langenau, Gemeinde Geroldsgrün

Die Mineralquellen gehörten anfangs dem Herzog von Andechs-Meranien. Zwischen 1248 und 1407 wurden sie Eigentum der Grafen von Orlamünde und ab 1407 bis 1622 gingen sie in den Besitz der Edlen von Wallenfels über. 1622 kamen sie in den Besitz der Markgrafen von Bayreuth und wurden 1751 der Gemeinde übergeben. Diese verkauften die Mineralquellen für 600 Gulden dem Staat Bayern.

### Sport und Freizeit
- Freibad an der Therme Bad Steben
- Fußballplatz des TSV Bad Steben
- Froschbachtal beim Gemeindeteil Bobengrün
- Höllental und Rennsteig in ca. drei Kilometer Entfernung
- Spielbank Bad Steben mit regelmäßig stattfindenden kulturellen Veranstaltungen.[46]

### Regelmäßige Veranstaltungen

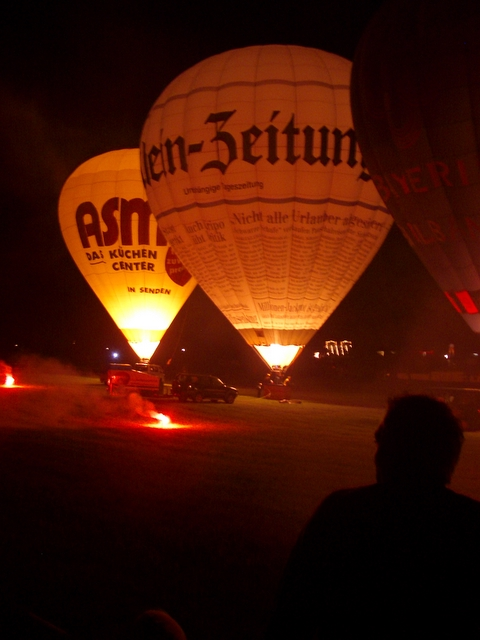
Ballonglühen beim Heißluftballon-Festival

- Orgelträume, jeden Freitagnachmittag in der katholischen Kirche Maria Königin des Friedens.
- Am 6. Januar lädt die CSU zum Dreikönigstreffen nach Bad Steben ein. Hauptredner sind meist Spitzenpolitiker: Edmund Stoiber (2007), Günther Beckstein (2008), Horst Seehofer (2009), Karl-Theodor zu Guttenberg (2010), Markus Söder (2013), Landtagspräsidentin Barbara Stamm (2018) oder Finanzminister Albert Füracker (2020).[47]
- Am Faschingssonntag veranstaltet die Karnevalsgesellschaft 1968 e. V. Bad Steben einen großen Faschingsumzug. Der Umzug findet alle zwei Jahre mit ungerader Jahreszahl statt.
- Frühjahrs- und Herbst-Kirchweih: Die beiden Kirchweihfeste (1. Mai und zweiter Sonntag im Oktober) in Bad Steben haben über den Ort hinaus Bedeutung. Im Ort wird jeweils ein Kirchweihmarkt veranstaltet, der sehr gut besucht ist. Die Deutsche Bahn verstärkt deshalb während der Festtage ihre Züge und setzt meist Doppeltriebwagen ein.
- Jedes Jahr zu Pfingsten findet im Gemeindeteil Bobengrün die Pfingsttagung des CVJM statt.
- Jährlich im August fand bis 2009 auf den Moorwiesen hinter der Therme Bad Steben das Heißluftballon-Festival (auch Ballonfest genannt) statt.
- Skisprungwettbewerbe: Auf der Frankenwaldschanze des WSV Bad Steben fanden jährlich bis 2010 bis zu drei Wettbewerbe mit zum Teil internationaler Beteiligung statt. 2010 wurde die Schanze wegen baulicher Mängel gesperrt, der WSV Bad Steben löste sich Anfang 2012 auf.
- Die Spielbank Bad Steben veranstaltet ein Sommerfest.

## Wirtschaft und Infrastruktur

### Eisenbahn

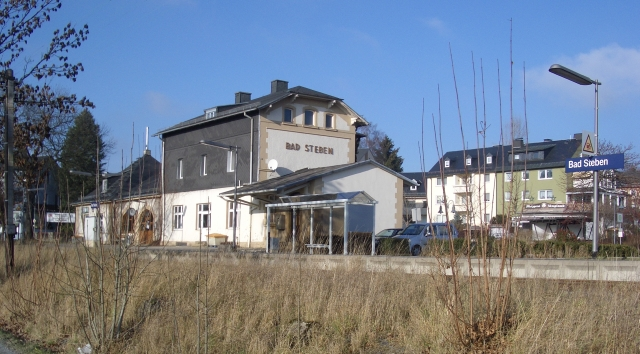
Bahnhof Bad Steben

Die Anbindung an das Eisenbahnnetz wird seit 1898 über die Bahnstrecke Bad Steben–Hof hergestellt, heute im Stundentakt.

### Örtlicher Nahverkehr

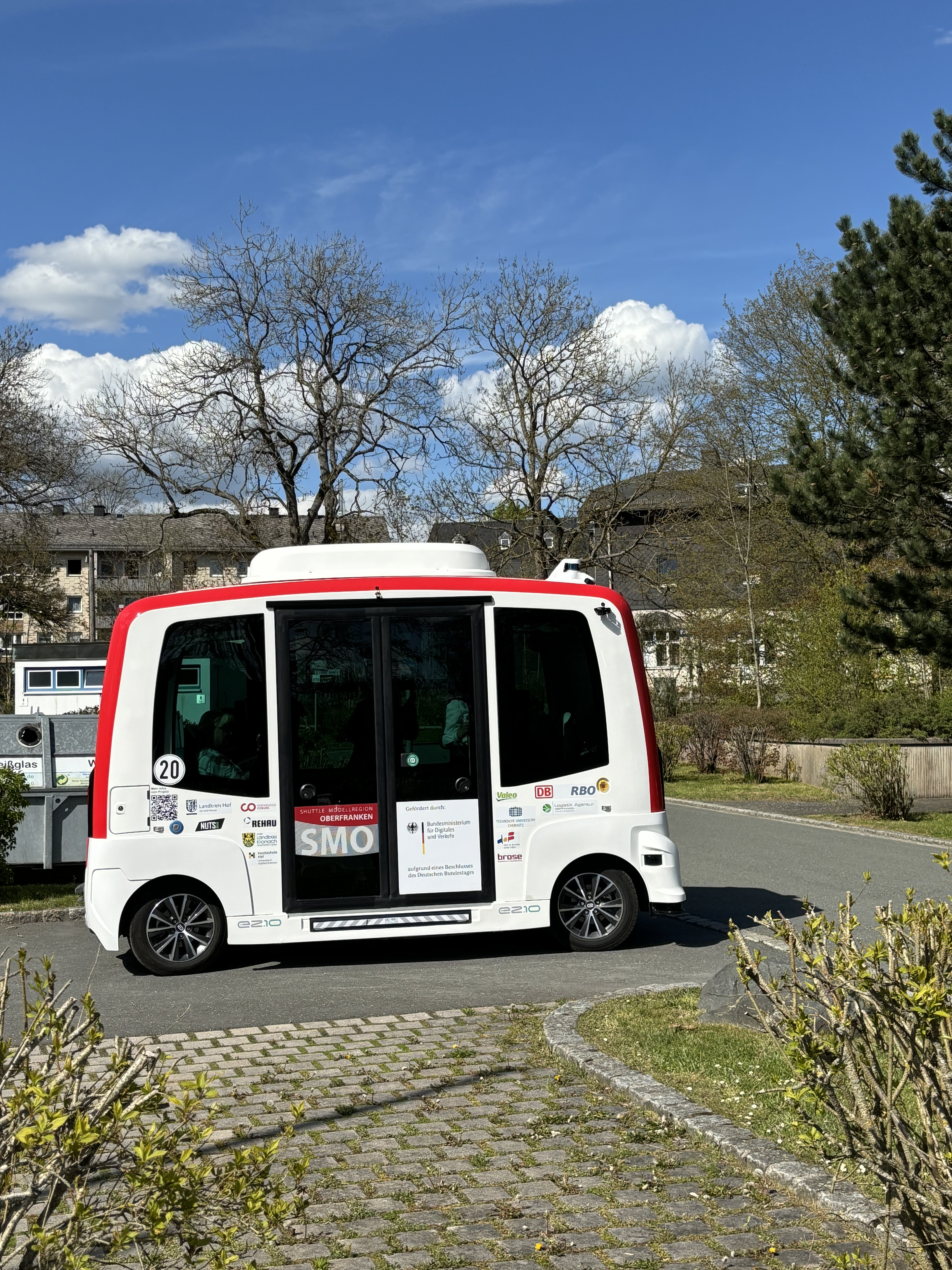
SMO Kleinbus beim Bahnhof Bad Steben

Seit April 2024 verbindet ein selbstfahrender Kleinbus im Rahmen des Projektes Shuttle Modellregion Oberfranken (SMO) die Rehakliniken mit dem Bahnhof.

### Straße
Die nächste Verbindung zur Autobahn ist 10 Kilometer östlich die Anschlussstelle 31 Berg/Bad Steben der Bundesautobahn 9. Die Staatsstraße 2196 führt nach Lichtenberg (2,8 km nordöstlich) bzw. nach Thierbach (1,8 km südöstlich). Die Kreisstraße HO 29 führt an Carlsgrün vorbei nach Langenbach (3,5 km westlich). Die Kreisstraße HO 31 führt an Obersteben vorbei nach Steinbach bei Geroldsgrün (3,8 km südwestlich). Die Kreisstraße HO 32 verbindet mit der Staatsstraße 2198 (2,4 km südlich). Gemeindeverbindungsstraßen führen nach Obersteben (1,4 km östlich), über Schafhof nach Bobengrün zur St 2198 (2,2 km südlich), zur Staatsstraße 2195 bei Hölle (2,9 km östlich) und an Untere Zeitelwaidt vorbei nach Lichtenberg zur St 2195 (3 km nordöstlich).

### Fahrrad
Der Ort liegt auf dem Radfernweg Euregio Egrensis.

### Medien
Bad Steben hat ein eigenes Internet-Verteilersystem über Fernseh- und Glasfaserkabel-Modems, das von der Fernsehantennen-Gemeinschaft (FAG) Bad Steben verwaltet wird.

### Öffentliche Einrichtungen

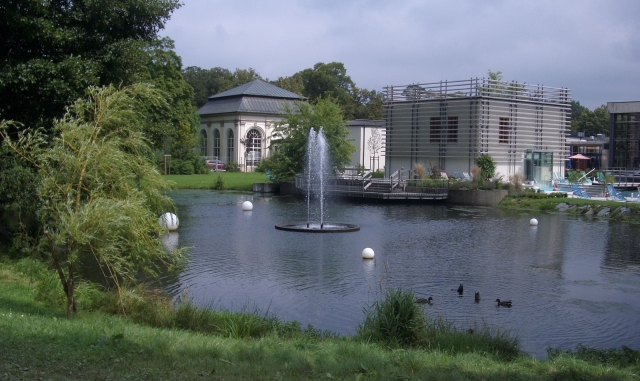
Therme Bad Steben

- Bad Steben ist ein Kurort und das höchstgelegene bayerische Staatsbad.
- Fünf große Rehabilitationskliniken, von denen zwei zur Deutschen Rentenversicherung gehören, machen Bad Steben bundesweit bekannt.
- Am 23. März 2001 wurde die Spielbank Bad Steben eröffnet. Sie gehört zur Staatlichen Lotterieverwaltung in Bayern, die insgesamt neun Spielbanken betreibt.
- Am 17. Dezember 2004 wurde im Gesundheitszentrum die Therme Bad Steben eröffnet.
- Auf dem Friedhof sind in einem Sammelgrab 20 unbekannte KZ-Häftlinge begraben, die im Frühjahr 1945 bei einem Todesmarsch von Buchenwald nach Flossenbürg im nahe gelegenen Höllental ihr Leben verloren, woran eine Gedenktafel erinnert.[49]
- Dienststelle des Amtes für Ernährung, Landwirtschaft und Forsten Münchberg
- 2016 wurde das Zentrum Staatsbäder Bayern eröffnet. Seither hat es seinen Sitz im „Klenze-Bau“ im Kurpark Bad Steben.[50]

### Unternehmen
Die größten Unternehmen sind neben der Staatsbad GmbH die Luitpold Apotheke, eine der größten Versandapotheken Deutschlands, sowie die Firmen Sommermann (Damenbekleidung) und therma-Fensterbau (Kunststofffenster) im Gemeindeteil Bobengrün und Brühl & Sippold (Polstermöbel) im Gemeindeteil Carlsgrün. E.ON betreibt ein Umspannwerk zwischen Bad Steben und dem Gemeindeteil Schafhof, das von 110 kV auf 10 kV transformiert. Der Gitarrenverstärkerhersteller Diezel hat dort seinen Produktionssitz. 2016 wurde das Brauhaus Budenschuster in der Friedrichstraße gegründet. Seitdem wird wieder Bier in Bad Steben gebraut.
Das Brauhaus Steben wurde im Jahr 1876 gegründet. Bis 1958 wurde in Bad Steben dann Bier gebraut. Erst nach der Jahrtausendwende setzte das Brauhaus Budenschuster die Stebener Brautradition fort.

## Persönlichkeiten, Töchter und Söhne
- Ernst Hepp (1878–1968), Jurist und Botaniker, geboren in Untersteben
- Anita Mally (1948–1999), Schauspielerin, geboren in Bad Steben
- Kurt Heinze (1886–1979), Oberforstmeister in Bad Steben
- Alexander von Humboldt (1769–1859), Naturforscher, lebte und wirkte 1792 bis 1795 in Bad Steben.

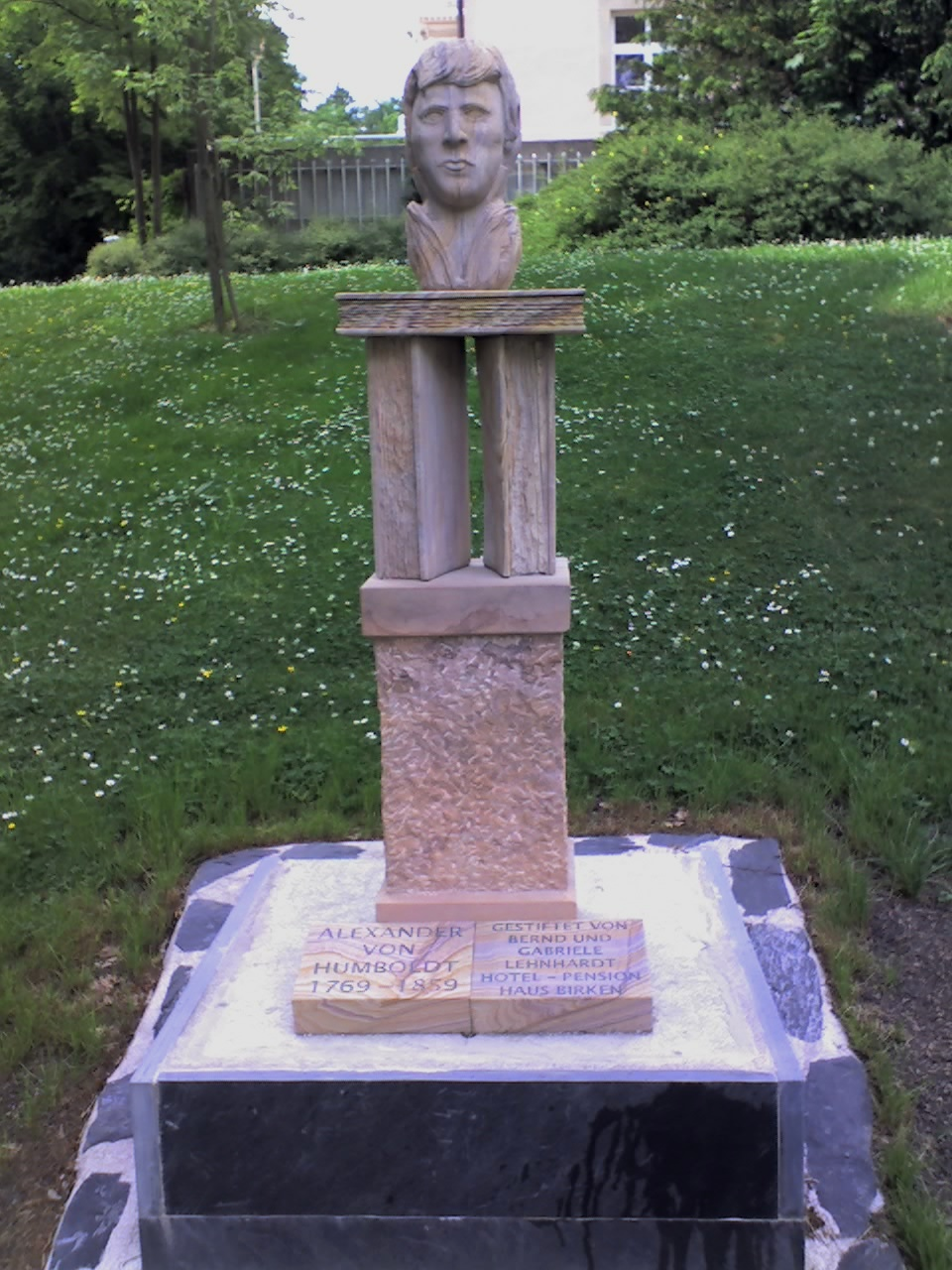
Humboldt-Büste
Bürgermeister Rockelmann
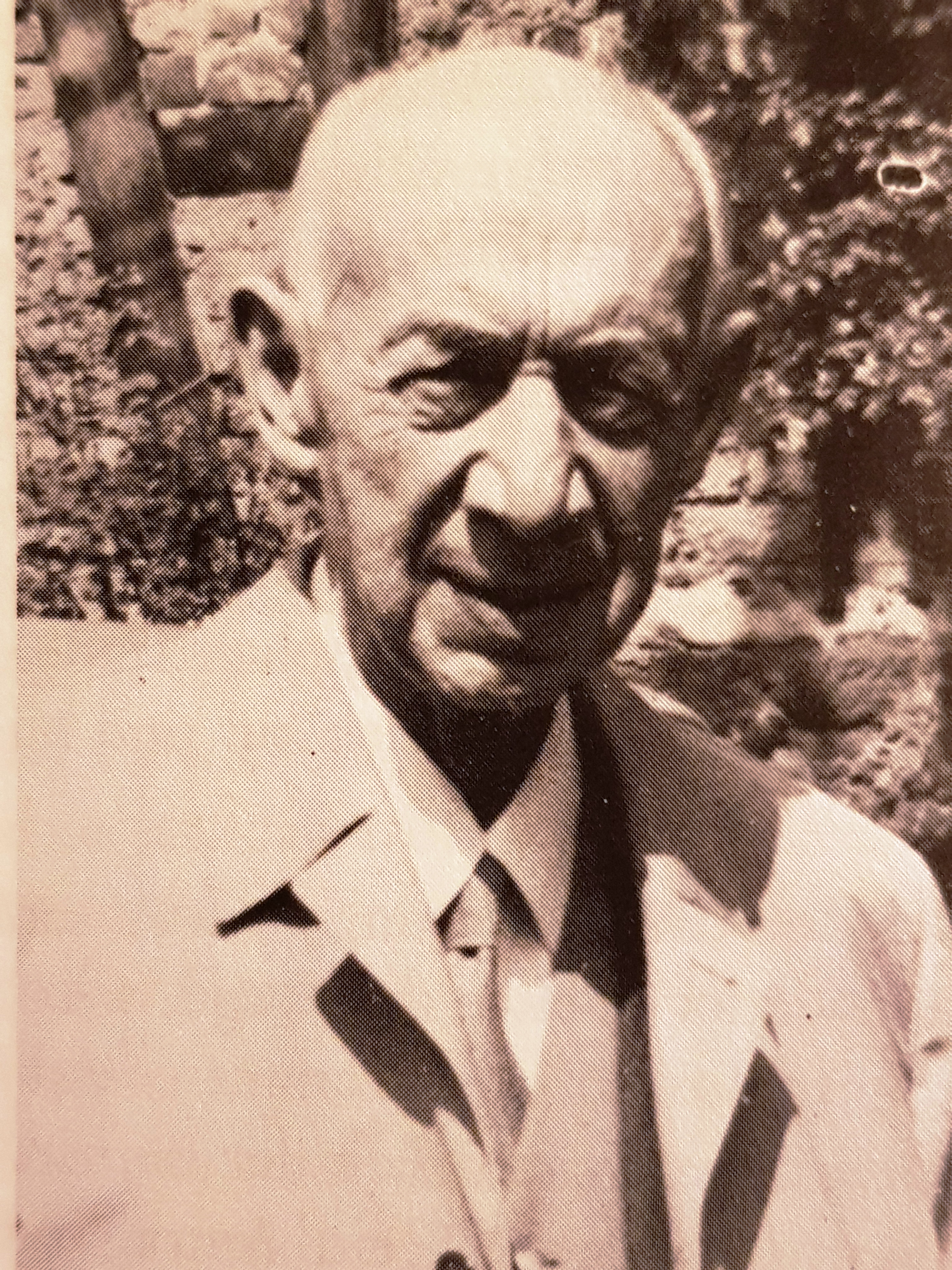
Kurt Heinze